# Philémon De Meersman
Philémon De Meersman (Zellik, 15 de noviembre de 1914-Dilbeek, 2 de abril de 2005) fue un ciclista belga que fue profesional entre 1936 y 1939.
Durant su carrera profesional consiguió 7 victorias, destacando la primera edición de la Flecha Valona en 1936.
La Segunda Guerra Mundial puso fin a su carrera como ciclista.

## Palmarés
- 1934
  - Campeón de la provincia de Hainaut
- 1935
  - 1º en la Lilla-Bruselas-Lilla
  - 1º en la Gand-Ypres
  - 1º en Neufvilles
  - 1º en Velaines
- 1936
  - 1º en la Flecha Valona
- París-Angers
- 1937
  - 1º en Soignies
  - 1º en Troyes
  - 1º en Deurne-Zuid
- 1939
  - Vencedor de una etapa del Tour del Norte
  - 1º en Hombeek